# Rinodina laevigata
Rinodina laevigata är en lavart som först beskrevs av Erik Acharius, och fick sitt nu gällande namn av Malme. Rinodina laevigata ingår i släktet Rinodina och familjen Physciaceae.  Arten är reproducerande i Sverige. Inga underarter finns listade i Catalogue of Life.

## Källor

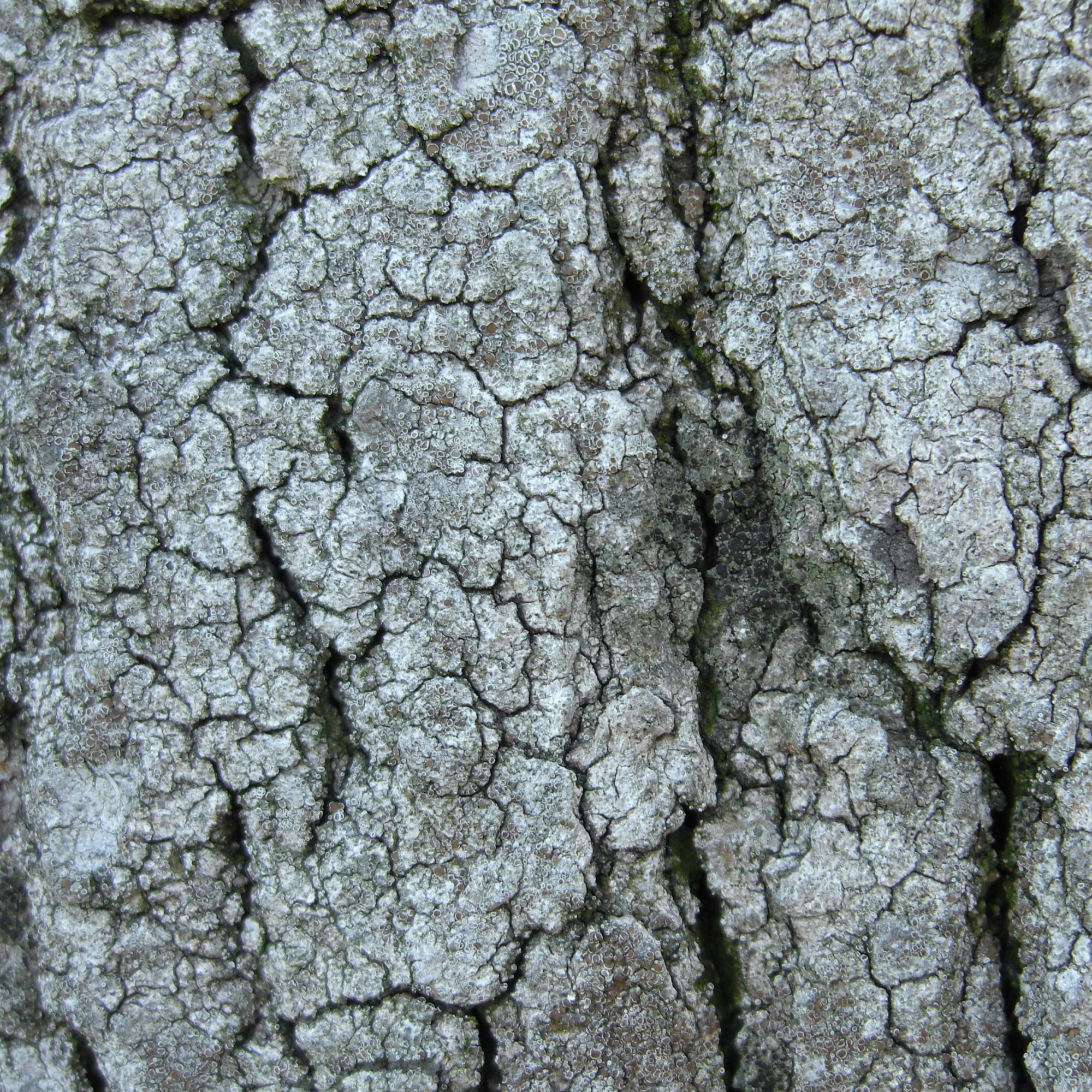
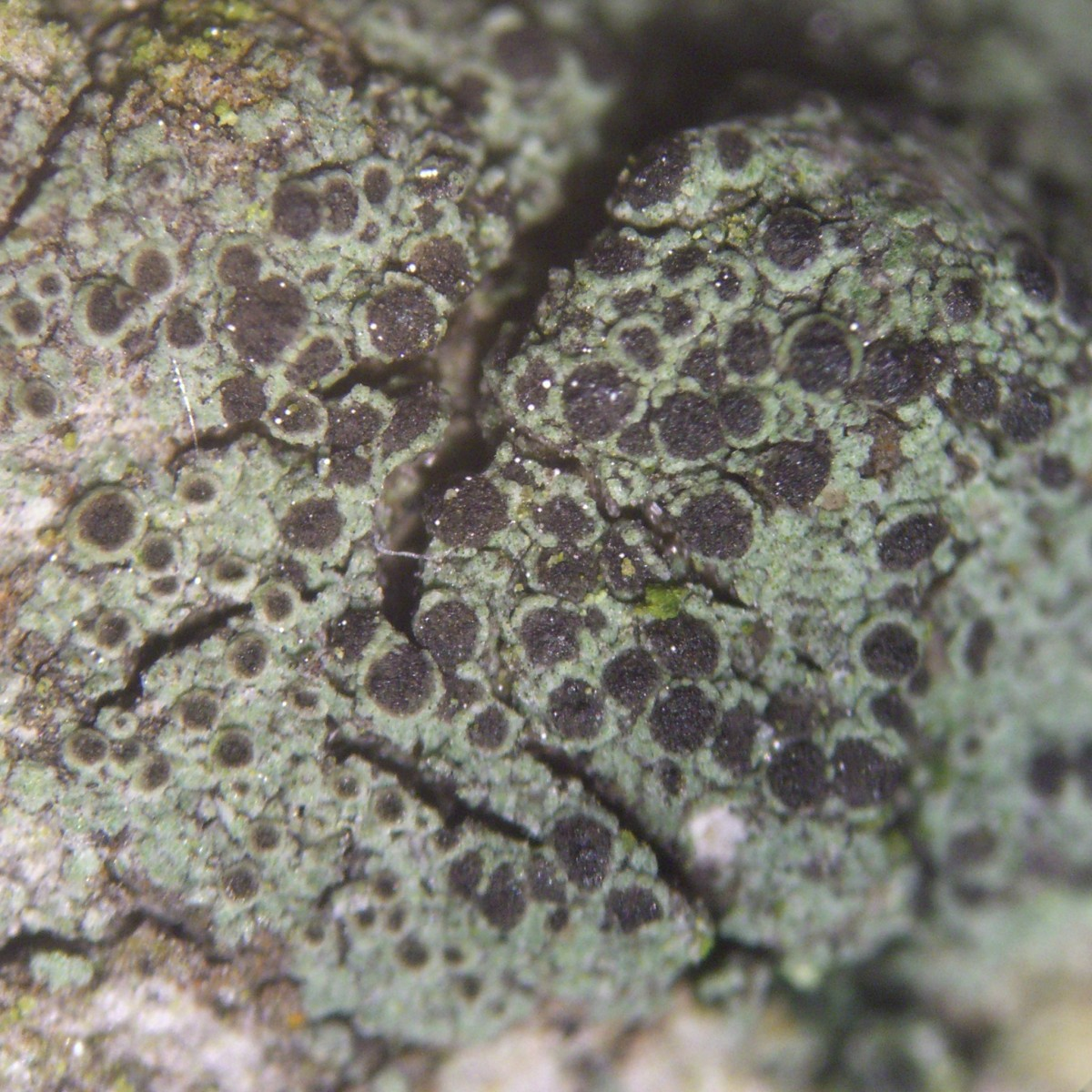
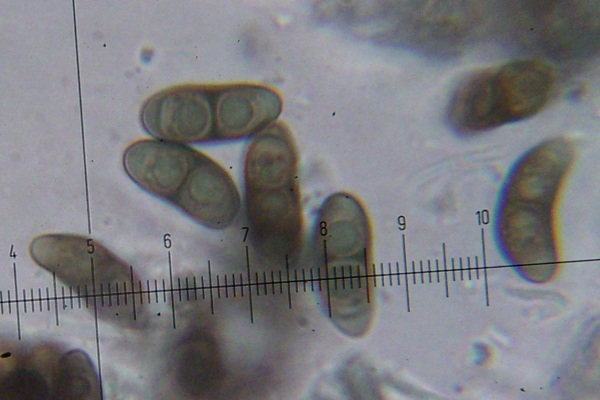